# Australië op de Olympische Zomerspelen 1928
Australië nam deel aan de Olympische Zomerspelen 1928 in Amsterdam, Nederland. Vanwege economische moeilijkheden kon het slechts tien sporters afvaardigen waarbij de kosten op 720 Australische dollar per sporter werd geschat. Daarnaast namen acht sporters op eigen kosten of via fondsen aan de Spelen mee.

## Medailles
| Sport       | Olympiër     | Discipline           | Medaille |
| ----------- | ------------ | -------------------- | -------- |
| Roeien      | Henry Pearce | skiff (m)            | Goud     |
| Zwemmen     | Boy Charlton | 400m vrije slag (m)  | Zilver   |
| Zwemmen     | Boy Charlton | 1500m vrije slag (m) | Zilver   |
| Wielersport | Dunc Gray    | tijdrit (m)          | Brons    |

## Deelnemers en resultaten

### Atletiek
| Olympiër       | Discipline             | Resultaat    | Prestatie                                      |
| -------------- | ---------------------- | ------------ | ---------------------------------------------- |
| Jimmy Carlton  | 100m (m)               | kwartfinale  | serie 11: 2e in 11,1 kwartfinale 5: 5e in 11,0 |
| Jimmy Carlton  | 200m (m)               | kwartfinale  | serie 3: 2e in 22,8 kwartfinale 6: 4e in 22,0  |
| Charles Stuart | 400m (m)               | series       | serie 14: 3e                                   |
| Charles Stuart | 800m (m)               | series       | serie 5: 6e                                    |
| William Whyte  | 800m (m)               | series       | serie 2: 5e                                    |
| George Hyde    | 1500m (m)              | series       | serie 1: 6e                                    |
| William Whyte  | 1500m (m)              | 9e           | serie 2: 2e in 3.59,9 finale: 9e in 4.00,4     |
| George Hyde    | 5000m (m)              | DNF          | serie 2: niet gefinisht                        |
| Alf Watson     | 110m horden (m)        | series       | serie 8: 3e                                    |
| Alf Watson     | 400m horden (m)        | series       | serie 3: 4e in 57,8                            |
| Nick Winter    | hink-stap-springen (m) | 12e          | kwalificatie: 12e met 14,15m                   |
|                |                        |              |                                                |
| Edie Robinson  | 100m (m)               | halve finale | serie 1: 2e halve finale: 3e                   |
| Edie Robinson  | 800m (m)               | series       | serie 2: 5e                                    |

### Roeien
| Olympiër     | Discipline | Resultaat | Prestatie |
| ------------ | ---------- | --------- | --- |
| Henry Pearce | skiff (m)  | Goud      | serie 2: 1e in 7.55,8 2e ronde: 1e in 7.28,0 3e ronde: 1e in 7.42,8 halve finale: 1e in 7.01,8 finale: 1e in 7.11,0 |

### Schoonspringen
| Olympiër     | Discipline    | Resultaat | Prestatie                             |
| ------------ | ------------- | --------- | ------------------------------------- |
| Harry Morris | 3m plank (m)  | 21e       | 1e ronde groep 2: 8e met 94,96 punten |
| Harry Morris | 10m toren (m) | 22e       | 1e ronde groep 1: 7e met 53,42 punten |

### Wielersport
| Olympiër     | Discipline  | Resultaat   | Prestatie                     |
| ------------ | ----------- | ----------- | ----------------------------- |
| Jack Standen | sprint (m)  | kwartfinale | serie 6: 1e kwartfinale 2: 2e |
| Dunc Gray    | tijdrit (m) | Brons       | 1.15,3                        |

### Worstelen
| Olympiër    | Discipline            | Resultaat | Prestatie |
| ----------- | --------------------- | --------- | --- |
| Arthur Ford | -56kg vrije stijl (m) | 7e        | kwartfinale: V van SUI Piguet                                                                                              |
| Arthur Ford | -72kg vrije stijl (m) | 5e        | 1e ronde: vrij kwartfinale: V van FIN Haavisto zilveren finale: V van USA Appleton bronzen halve finale: V van FRA Jourlin |
| Tom Bolger  | -75kg vrije stijl (m) | 6e        | 1e ronde: V van SUI Kyburz zilveren halve finale: V van RSA Praeg                                                          |

### Zwemmen
| Olympiër       | Discipline           | Resultaat    | Prestatie                                                                  |
| -------------- | -------------------- | ------------ | -------------------------------------------------------------------------- |
| Boy Charlton   | 400m vrije slag (m)  | Zilver       | serie 5: 2e in 5.23,0 halve finale 1: 2e in 5.13,6 finale: 2e in 5.03,6    |
| Boy Charlton   | 1500m vrije slag (m) | Zilver       | serie 5: 2e in 20.17,4 halve finale 2: 2e in 20.57,0 finale: 2e in 20.02,6 |
| Tom Boast      | 100m rugslag (m)     | halve finale | serie 3: 1e in 1.17,0 halve finale 2: 4e                                   |
|                |                      |              |                                                                            |
| Edna Davey     | 100m vrije slag (v)  | series       | serie 2: 4e                                                                |
| Bonnie Mealing | 100m vrije slag (v)  | series       | serie 6: 3e in 1.20,6                                                      |
| Edna Davey     | 100m vrije slag (v)  | series       | serie 2: 4e                                                                |
| Bonnie Mealing | 100m rugslag (v)     | series       | serie 2: 4e                                                                |
| Doris Thompson | 200m schoolslag (v)  | halve finale | serie 4: 3e in 3.33,6 halve finale 2: 5e                                   |

Argentinië · Australië · België · Brits-Indië · Bulgarije · Canada · Chili · Cuba · Denemarken · Duitsland · Egypte · Estland · Filipijnen · Finland · Frankrijk · Griekenland · Groot-Brittannië · Haïti · Hongarije · Ierland · Italië · Japan · Joegoslavië · Letland · Litouwen · Luxemburg · Malta · Mexico · Monaco · Nederland · Nieuw-Zeeland · Noorwegen · Oostenrijk · Panama · Polen · Portugal · Roemenië · Spanje · Tsjecho-Slowakije · Turkije · Uruguay · Verenigde Staten · Zuid-Afrika · Zuid-Rhodesië · Zweden · Zwitserland